# 大施倫克峰

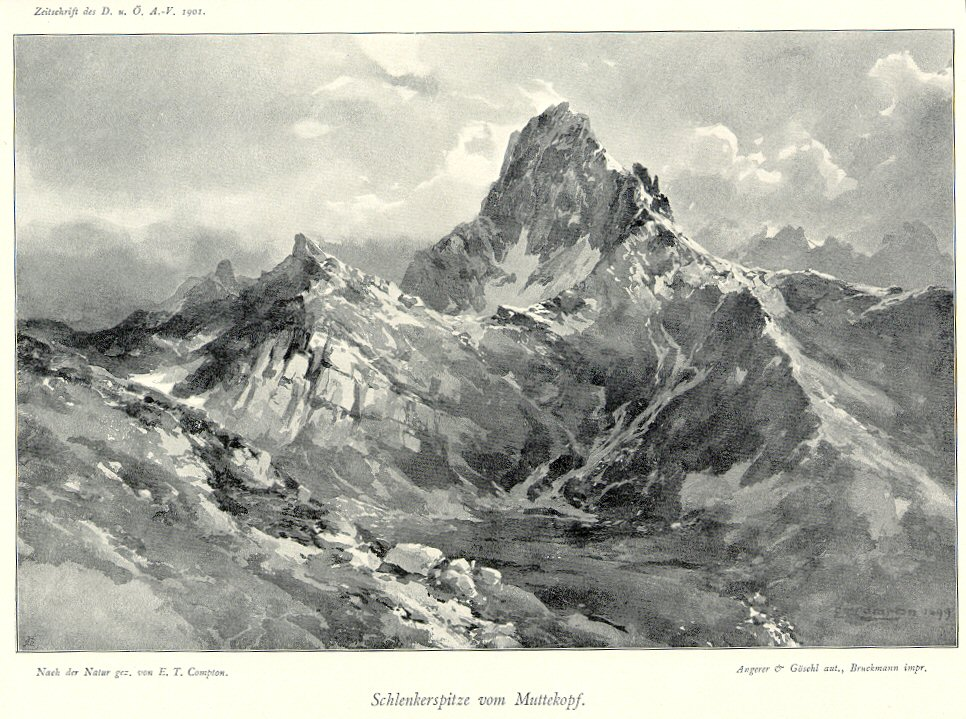

47°15′0″N 10°37′0″E / 47.25000°N 10.61667°E
大施倫克峰（德語：Große Schlenkerspitze），是奧地利的山峰，位於該國西部，由蒂羅爾州負責管轄，屬於萊希塔爾阿爾卑斯山脈的一部分，距離加奇山12.5公里，海拔高度2,827米，每年平均降雨量1,698毫米。